# آنسي شونين
آنسي شونين (مواليد 14 يناير 2001) هو لاعب كرة قدم فنلندي يلعب في مركز خط الوسط في نادي هامبورغ.

## روابط خارجية
- آنسي شونين على موقع قاعدة بيانات كرة القدم.إي يو (الإنجليزية)
- آنسي شونين على موقع Soccerway.com (الإنجليزية)
- آنسي شونين على موقع عالم كرة القدم.نت (الإنجليزية)